# Дозор-Б
ТБКМ «Дозор-Б» (абр. від Тактична Бойова Колісна Машина, англ. Dozor B) — повнопривідна бойова броньована машина з колісною формулою 4х4. Створений в Україні Харківським конструкторським бюро з машинобудування як багатоцільовий захищений транспортний засіб для транспортування особового складу, зброї, та військового обладнання вагою до 2 тон.
Виготовлялася до 2016 року на заводі імені В. О. Малишева, Київському бронетанковому заводі та Львівському бронетанковому заводі.
Всього було виготовлено лише 10 машин, які у 2016 році були передані 95 ОДШБр ЗСУ. З 2016 року виробництво машин в Україні зупинене. [⇨]. 3 липня 2020 року прийнято на озброєння Збройних Сил України.
З 2013 року Польща виготовляє ліцензійну копію «Дозор-Б» під назвою Oncilla («Онцилла»). Польські Oncilla постачаються на експорт, в тому числі і в Україну. [⇨]

## Історія
Перший демонстраційний зразок бронемашини «Дозор-Б» представили на збройовій виставці «Зброя та безпека-2004».
Офіційно машина була представлена в 2007 році в Києві, на виставці озброєння.
У 2013 році польська компанія «Міста» (Mista) купила в України ліцензію на виробництво бронемашини «Дозор-Б». На виставці озброєння в Польщі MSPO-2013 продемонстрували варіант «Дозор-Б» «Онцилла» (Oncilla). Перший бронеавтомобіль «Oncilla» був зібраний на Київському бронетанковому заводі, надалі все виробництво буде здійснюватися в Польщі.
3 липня 2020 року, наказом Міністерства оборони України № 245З, тактичну бойову колісну машину «Дозор-Б» прийнято на озброєння Збройними силами України.

### Початок виробництва
З початком російсько-української війни в 2014 році машина привернула до себе справжню увагу, коли дався взнаки брак справної бронетехніки.
В 2014 році «Дозор-Б» пройшов державні випробування, а також був доопрацьований для можливості встановлення п'яти варіантів різноманітних двигунів, оскільки німецька компанія Deutz відмовилася поставляти свої двигуни.
Планувалося, що серійне виробництво «Дозор-Б» мало стартувати у вересні 2014 року, однак, через проблеми з постачальником двигунів, перші машини мали зійти з конвеєра в березні 2015 року на Львівському бронетанковому ремонтному заводі. На початку квітня Міністерство оборони України повідомило про початок серійного виробництва, за планами передбачено до липня 2015 року виготовити 40 одиниць нових бронеавтомобілів «Дозор-Б». В червні 2015 року стало відомо про звільнення з посади керівника ДП «Львівський бронетанковий завод» Олександра Остапця через затримку у налагодженні серійного виробництва бронемашин «Дозор-Б». Виконувачу обов'язків директора Віктору Андрощуку було доручено надолужити згаяне.
11 вересня 2015 року на Львівському бронетанковому заводі було відкрито новий цех із виготовлення тактичних бойових машин, зокрема і «Дозор-Б». На заводі розпочате серійне виробництво цих броньовиків. Станом на початок вересня на складальній лінії заводу перебувало 5 бронемашин «Дозор-Б», ще 2 були повністю готові, а ще 2 машини «Дозор-Б» проходили випробування на військовому полігоні. В планах підприємства — перехід на повну виробничу потужність, що дозволить випускати до 50 броньованих машин на місяць.
5 грудня 2015 року на Михайлівській площі в Києві були представлені п'ять серійних «Дозор-Б».
З 17 серпня по 20 листопада 2015 р. проходив державні випробування дослідний зразок ТКБМ «Дозор-Б», який був розроблений ДП «ХКБМ» та виготовлений ДП «ЛБТЗ». 28 листопада 2015 року заступник міністра оборони України генерал-лейтенант Ігор Павловський повідомив в інтерв'ю, що державні випробування виявили 49 недоліків. Після цього було підписано спільне рішення між Міноборони та «Укробонпромом», в якому значилося, що машина буде прийнята на озброєння, але лише після усунення виявлених проблем і підготовки необхідної документації для виготовлення установочної партії з 10 машин. Також мало відбутись коригування робочої конструкторської документації та допрацювання дослідного зразка тактичної бойової колісної машини «Дозор-Б»; виготовлення установчої серії тактичних машин під авторським наглядом по оновленій документації, якій присвоєно літеру «О1».
Серед виявлених недоліків були проблеми з фактичним перевищенням маси спорядженої машини над запланованою (8560 кг замість 7150 кг), що вплинуло на питому потужність машини та негативно вплинуло на трансмісію та гальмівну систему. Не були перевірені натурними експериментами відповідність протикульної та протимінної стійкості заявленим параметрам. Під час ходових випробувань були виявлені проблеми в ергономіці машини. Також були виявлені проблеми з керуванням і використанням штатним озброєнням — встановленим на даху кулеметом калібру 12,7 мм. Частина цих недоліків була виправлена в установчій партії, виготовленій на ДП «ЛБТЗ» в 2015 році.
6 грудня 2015 року прес-служба ДК «Укроборонпром» повідомила, що «Дозор-Б» пройшов державні випробування і рекомендований до прийняття на озброєння збройних сил України.

### Перша серійна партія
15 грудня 2015 року прес-служба ДК «Укроборонпром» повідомила, що міністерство оборони України уклало контракт з Львівським бронетанковим заводом на виробництво бронемашин «Дозор-Б» для збройних сил України.
17 грудня 2015 року ДК «Укроборонпром» підписав меморандум про співпрацю з чеською державною компанією VOP, в рамках якого заплановано приведення бронемашин «Дозор-Б» до стандартів НАТО і допомогу з сертифікацією бронемашини в країнах Європи.
В квітні 2016 року інтернет-видання «Апостроф» повідомило, що в корпусах двох бронемашин з установчої партії були виявлені тріщини в зоні розташування двигуна, через що терміни поставки машин знову переносяться. Однак вже 8 квітня директор Львівського бронетанкового заводу Роман Тимків заявив, що завод планує передати партію бронемашин українським військовим згідно з державним контрактом того ж місяця.
Однак передача у визначений термін не сталась: згідно заводського графіку виготовлення 10 одиниць ТБКМ «Дозор-Б» мало бути завершено до 31 березня 2016 р. Їхня передача замовнику в рамках державного контракту мала відбутися до 30 квітня. Проте 25 квітня ситуація виглядала так: в ході випробувань дослідної партії були виявлені дефекти, які повторювались одразу на декількох машинах (несправності гальмівної системи; рульового управління; протипожежної системи; колісних редукторів; панелі управління; відсутність забезпечення надлишкового тиску у середині бронемашини; тріщин корпусу на трьох ТБКМ «Дозор-Б», тощо) тому їхня передача була визнана неможливою. Серед можливих тимчасових розв'язків проблеми застосування 10 виготовлених машин Міністерство оборони розглядало передачу їх на дослідну експлуатацію в навчальні центри в Одесі та Києві.
Наприкінці червня 2016 року в інтерв'ю «Укрінформу» ситуацію навколо виробництва «Дозорів» прокоментував генеральний директор «Укроборонпрому» Роман Романов. За його словами, машина кілька років існувала «на папері», тому після виготовлення та випробувань експериментальних зразків концерн отримав близько 47 зауважень від МОУ. Також він визнав, що концерн переоцінив власні можливості щодо надшвидкого запуску машини у серійне виробництво.
Нарешті, 20 липня 2016 року в Харкові, на ДП «Харківське конструкторське бюро машинобудування ім. О. О. Морозова» відбулась передача першої партії з 10 машин військовим. За словами Романа Романова, були враховані всі вимоги замовника, а машини пройшли прийомо-здавальні випробування та прийняті представництвами МОУ. Військові зазначили, що бойові машини пройшли військову прийомку та готові до подальшої експлуатації без жодних обмежень.

### Налагодження виробництва на інших заводах
В 2016 році відбувалось налагодження виробництва бронеавтомобілів Дозор-Б на потужностях Київського бронетанкового заводу. За словами генерального директора ДК «Укроборонпром» Романа Романова, це робиться для того, що якщо буде необхідність і потужностей основного виробника — Львівського бронетанкового заводу вистачати не буде, то «Дозор-Б» буде виготовлятись на двох підприємствах. В серпні 2016 року продемонстрували бронеавтомобіль виготовлений на КБТЗ з встановленим бойовим модулем «Вій».
На початку 2017 року ДК «Укроборонпром» заявив, що виготовить нову партію вже з десятків бронемашин «Дозор-Б» для української армії завдяки фінансуванню у рамках державного оборонного замовлення ДП «ЛБТЗ». Крім того, підготовлені у 2016 році виробничі потужності та технологічний процес дозволяє виготовляти «Дозор-Б» вже серійно. Протягом 2017 року ДП «ЛБТЗ» мав виготовити для українських військових 20 машин Дозор-Б.

### Припинення виробництва
В серпні 2019 року стало відомо, що Міністерство оборони України в рамках державного оборонного замовлення на 2018 та 2019 роки не закупило жодної одиниці «Дозор-Б», а натомість здійснювало закупівлі польських бронемашин «Oncilla», аналогів «Дозор-Б». Всього було виготовлено лише 10 машин, які у 2016 році були передані 95 ОДШБр ЗСУ. Директор ЛБТЗ Віктор Андрощук підтвердив, що після 2016 року замовлень на «Дозор-Б» не було і «Дозори» завод відтоді не випускав. Жодної інформації про кількість та вартість придбаних машин, причини їхнього вибору замість «Дозор-Б», повідомлено не було.

### Подальший розвиток
За словами заступника міністра оборони з озброєння Олександра Миронюка ще при розробці першого варіанту «Дозор» ставилась вимога зробити машину амфібією, але ДП «Харківське конструкторське бюро з машинобудування» тоді цю функцію не реалізувало. Станом на кінець 2020 року тривала дослідно-конструкторська робота «Турнір» для втілення цієї можливості.
В грудні 2020 року місяця розробник має передати міністерству оборони зразок бойової машин для проведення кваліфікаційних випробувань перед запуском його у серійне виробництво.
На початку 2021 року директор «Львівського бронетанкового заводу» Віктор Андрощук повідомив, що підписано контракт про виготовлення машин Дозор-Б на експорт, однак жодних деталей угоди не розкрив (ані кількість, ані країну-замовник).

## Опис

### Призначення та можливі варіанти комплектації
Бронетранспортер «Дозор-Б» може використовуватися для оснащення спеціальних підрозділів збройних сил (сил швидкого реагування і військової поліції) при виконанні ними розвідувальних, патрульних, а також миротворчих операцій та як основний транспортний засіб в умовах бойових дій (у тому числі із застосуванням зброї масового ураження).
Призначений для використання в підрозділах сухопутних військ, військової поліції, в штабах, розвідувальних та тилових підрозділах. В залежності від призначення, передбачені різні варіанти виконання бронеавтомобіля у виробництві: бронетранспортер, санітарна, командно-штабна, розвідувально-дозорна, та інші спеціальні машини.
На базі «Дозор-Б» передбачена можливість створення низки бойових броньованих машин різного призначення: бронеавтомобіль, бронетранспортер, машина радіаційної та хімічної розвідки, командирська машина, розвідувально-дозорна машина, машина десанту, самохідний протитанково-ракетний комплекс (ПТРК), машина вогневої підтримки (120-мм самохідний міномет), машина загального призначення та вогневої підтримки, медична машина та поліцейська машина.

### Компонування
Компонування бронеавтомобіля «Дозор-Б» виконане за автомобільною схемою, що дозволяє забезпечити високу прохідність за умови збереження зручності роботи і безпеки посадки-висадки екіпажу. Капотне компонування дозволяє забезпечити зручний доступ до елементів силової установки, кермового управління, гальмівної та повітряної систем в ході їх обслуговування і ремонту.
Конструктивно машина поділяється на два відсіки: моторно-трансмісійний і жилий. Моторно-трансмісійний відсік займає носову і центральну частини корпусу і відділений від жилого відсіку герметичною вібро- та шумоізолюючою перегородкою. У відсіку розташовується двигун з обслуговуючими системами, трансмісія, основні елементи рульового керування, повітряна і гальмівна системи, а також елементи систем кондиціонування та опалення жилого відсіку.
Жилий відсік займає центральну і кормову частини корпусу і служить для розміщення людей, встановлення необхідного для їх роботи обладнання, укладання спорядження, боєкомплекту і ЗІП. Умовно жилий відсік поділяється на: відділення управління, бойове відділення і десантне відділення. Відділення управління розташоване в передній частині жилого відсіку і містить робоче місце водія з органами керування бронетранспортером, а також робоче місце командира зі встановленими засобами зв'язку та навігації. Бойове відділення розташоване в центральній частині жилого відсіку і містить робоче місце стрільця з приладами прицілювання і управління кулеметною установкою. Десантне відділення розташоване у кормовій частині жилого відсіку і містить місця для розміщення десанту, перископічні прилади спостереження десанту і бійниці для ведення вогню з особистої зброї десанту. У жилому відсіку розташована фільтровентиляційна установка та основні елементи систем вентиляції, опалення та кондиціонування.

### Захист
Броньовий корпус бронеавтомобіля «Дозор-Б» забезпечує захист екіпажу, десанту і внутрішнього обладнання від стрілецької зброї, протипіхотних мін та впливу зброї масового ураження. Деформуюче фарбування забезпечує зниження помітності і дальності виявлення. Корпус зварений з листів броньової сталі. Броньове скління бронеавтомобіля забезпечує захист, аналогічний основному броньовому захисту. Днище бронеавтомобіля виконано з броньової сталі, має циліндричну форму для забезпечення захисту від мін. Для захисту від куль крупнішого калібру і потужніших засобів ураження передбачені навісні елементи захисту.
За вимогами конструкторської документації, спочатку передбачалося використовувати сталь українського виробництва марки «71», але, як виявилося, виробництво сталі необхідних товщин ускладнено, тому для установчої партії бронетранспортерів була обрана сталь марки Armstal 500 польського виробництва.
За технічними вимогами, корпус дослідного зразка машини має забезпечити протикульний захист екіпажу, десанту та внутрішнього обладнання від куль Б-32 калібру 7,62 мм при курсових кутах обстрілу 0°…360° з таких відстаней: (передня проєкція корпусу — 100 м; борт корпусу та бічні двері — 450 м; при куті підвищення +30° — 710 м; корма та кормові двері — 900 м).
Протимінний захист повинен забезпечувати захист екіпажу та внутрішнього обладнання від протипіхотних мін та вибухових пристроїв з тротиловим еквівалентом до 1 кг при підриві під корпусом та 3 кг в разі підриву під колесом, чим дещо поступається сучасним вимогам до подібної техніки. Для машини першої серійної партії протимінний захист був заявлений на рівні 2Б за стандартом STANAG 4569.
У ході державних випробувань восени 2015 року протимінна та протикульна стійкість «Дозору» натурними експериментами не перевірялась — з посиланням на те, що протикульний захист броньованого корпусу та протимінний захист відповідає вимогам ТТЗ згідно довідки розробника.
«Дозор-Б» оснащений фільтувально-вентиляційною установкою, призначеною для очищення зовнішнього повітря від отруйних речовин, радіоактивного пилу, біологічних аерозолів, подачі очищеного повітря в жиле відділення і створення в ньому надлишкового тиску, а також вентиляції жилого відділення від порохових газів при стрільбі.

### Озброєння
На бронеавтомобіль може бути встановлено такі варіанти озброєння:
- 12,7-мм зенітна кулеметна установка (кулемет НСВТ або КТ-12.7) з дистанційним управлінням зсередини машини. Кути наведення по вертикалі — від −3° до +68°, по горизонталі — 360°. Зенітна кулеметна установка оснащена оптичним монокулярним перископічним прицілом ПЗУ-7, що має кратність збільшення 1,2 і поле зору 50°. Боєкомплект включає в себе 450 пострілів (3 стрічки по 150 патронів).
- 30-мм автоматичний гранатомет КБА-117.
- ПТКР «Стугна».
- 130-мм протитанковий ракетний комплекс «Бар'єр» з боєкомплектом 16 ракет, які розміщені на стелажах у десантному відділенні (замість місць для десанту).
- 40-мм автоматичний гранатомет УАГ-40.
- бойовий модуль ОБМ масою 280 кг (дистанційно керований 12,7-мм кулемет і 40-мм гранатомет УАГ-40), розроблений заводом «Ленінська кузня» і вперше представлений 24 вересня 2014 на виставці «Оборона і безпека-2014»).
- бойовий модуль «Блік-2» — дистанційно керований кулеметно-гранатометний комплекс (12,7-мм кулемет, 30-мм автоматичний гранатомет АГС-17 і пристрій для відстрілу димових гранат, вперше представлений 11 вересня 2014 на збройовій виставці «ADEX-2014»), розроблений на Київському бронетанковому заводі. Згодом представили модернізований варіант, «Блік-2М» на якому було встановлено 12,7-мм кулемет НСВТ (150 пострілів), 30-мм автоматичний гранатомет КБА-117 (або АГ-17; 29 пострілів), 7,62-мм кулемет КТ-7,62 (або ПКТ; 250 пострілів), 1 ПТРК «Корсар»[28]
- бойовий модуль з дистанційним управлінням з двома 23-мм автоматичними гарматами 2А7М (аналог ЗУ-23-2).
- бойовий модуль «Вій» з дистанційним управлінням та озброєний спареною гарматою ГШ-23Л.
- бойовий модуль БПУ-12,7 (дистанційно керований 12,7-мм кулемет з лазерним далекоміром, розробка завершена 29 вересня 2014).

### Прилади спостереження і зв'язку
Спостереження за місцевістю може проводитись через броньові склопакети, а також денні прилади спостереження. Водій може використовувати прилад нічного бачення ТВН-5 для управління бронетранспортером в умовах поганої видимості або вночі.
Для забезпечення зовнішнього зв'язку встановлені радіостанція Р-173М і радіоприймач Р-173ПМ (діапазон робочих частот — 30000-75000 кГц), для забезпечення внутрішнього зв'язку — апаратура внутрішнього зв'язку і комутації АВСК-1. Радіонавігаційна апаратура призначена для безперервного визначення координат місця, часу і вектора абсолютної шляхової швидкості об'єкта по радіосигналах НКА систем ГЛОНАСС і GPS NAVSTAR в будь-якій точці земної кулі, в будь-який момент часу, незалежно від метеоумов, рішення сервісних завдань, індикації навігаційних параметрів.

### Двигун

#### Двигун для "Дозор-Б"
| Deutz BF 4M 1013 FC       | Deutz BF 4M 1013 FC |
| ------------------------- | ------------------- |
|                           |                     |
| Виробник:                 | Deutz               |
| Марка:                    | Deutz BF 4M 1013 FC |
| Тип:                      | дизельний           |
| Робочий об'єм:            | 4 760 см3           |
| Максимальна потужність:   | 190 к.с.            |
| Циліндрів:                | 4                   |
| Система живлення:         | із турбонаддуванням |
| Охолодження:              | рідинне             |
| Тактність (число тактів): | 4                   |
| Рекомендоване паливо:     | Дизельне паливо     |

Машина була розроблена в розрахунку на використання дизельного двигуна німецького виробництва Deutz BF 4M 1013 FC об'ємом 4,76 л потужністю 190 к.с. (Євро-3). Проте через відмову виробника гарантувати постачання двигунів у необхідній кількості виникла затримка з початком виробництва. Як наслідок, було вирішено адаптувати машину під 5 різних двигунів та трансмісій.
Як силова установка можуть застосовуватися двигуни Iveco 8142.38.11 потужністю 122 / 136 к.с. (Євро-2) чотиритактний, чотирициліндровий рядний дизель з турбонаддувом і проміжним охолодженням наддуваного повітря.
На автомобілі може бути встановлено і шестициліндровий дизельний двигун Iveco потужністю 197 к.с.
Моторний відсік машини повністю захищений броньовим захистом. Тому тут встановлено нетипову для звичних машин систему охолодження двигуна.

#### Двигун для Oncilla
«По двигуну — пропонувалися спочатку «Дойц»/«Івеко» і коробка передач «Алісон». Ми зробили ставку на «Iveco NEF 4» (209,9 к. с.), тому, що «Дойц» є тракторним низькооборотистим двигуном. А «Івеко» — високооборотистий двигун, який дозволяють забезпечити кращі динамічні характеристики при прискоренні машини, при досягненні машини максимальних обертів і так далі. На «Онциллі» нового покоління під кришкою капота, де раніше містився 4-циліндровий дизельний мотор Deutz потужністю 190,5 к.с., встановлений 4-циліндровий мотор IVECO потужністю 210 кінських сил, у порівнянні з 190 у «Дойц».

### Шасі
Силова передача — механічна, забезпечує постійну передачу крутного моменту від двигуна до всіх коліс. До складу силової передачі входять 5-ст. автоматична коробка перемикання передач Allison LCT 1000, 2-ст. роздавальна коробка, колісні редуктори, передня і задня головні передачі і карданні вали.
Підвіска незалежна торсійного типу, аналогічна БТР-4, і містить: торсійний вал, два поперечних важелі (верхній і нижній) та два гідравлічні амортизатори двосторонньої дії на кожне колесо.
Шини пневматичні безкамерні, розміром 295/80 R22,5 або 335/80 R20 з твердими бортами, що дозволяє переміщення на відстань до 50 км з пробитим колесом.
В наступних модифікаціях машини заплановано розмістити на машині запасне колесо.

### Системи життєзабезпечення
«Дозор-Б» оснащений системами вентиляції, системою опалення та кондиціонером.
Система вентиляції з примусовою циркуляцією повітря призначена для забезпечення надходження свіжого повітря в жиле відділення і видалення порохових газів при веденні стрільби десантом із стрілецької зброї при вимкненій фільтровентиляційній установці.
Система опалення рідинного типу забезпечує комфортні умови для екіпажу та десанту бронетранспортера в холодну пору року за рахунок обігріву повітря в жилому відділенні і обдування теплим повітрям лобових склопакетів. Кондиціонер створює комфортні умови для екіпажу та десанту в теплу пору року за рахунок охолодження або вентиляції повітря в бронеавтомобілі, при цьому забезпечує:
- охолодження повітря при температурах зовнішнього повітря від 20° до 55° С;
- вентиляцію повітря без його охолодження або обігріву у всьому діапазоні експлуатаційних температур бронетранспортера.

### Спеціальне обладнання
Спеціальне обладнання бронеавтомобіля «Дозор-Б» включає в себе систему централізованої підкачки шин і лебідку.
Система централізованого підкачування шин забезпечує автоматичне підтримування заданого тиску в шинах, дозволяє контролювати і змінювати тиск в шинах з місця водія в залежності від дорожніх умов.
Лебідка призначена для самовитягування застряглого бронеавтомобіля, а також для витягування інших застряглих машин аналогічної маси.

## Тактико-технічні характеристики
Тактико-технічні характеристики «Дозор-Б»:[джерело?]
- Бойова маса, кг 6300[джерело?]
- Екіпаж (десант), чол. 11 (3 +8)
- Ширина, мм 2400
- Висота, мм 2280
- Довжина, мм 5400
- Повна маса, кг 7100
- Колісна формула 4х4
- Максимальна швидкість, км/год. 90-120 (в залежності від силової установки)
- Двигун дизельний, з турбонаддувом і проміжним охолодженням
- Трансмісія: механічна або автоматична
- Запас ходу, км 700 ( ~750 км модифікація Oncilla)
- Озброєння — кулемет НСВТ-12.7 управління дистанційне (в залежності від замовника, є можливість установки інших бойових модулів)
- Боєкомплект, патронів 450
- Система колективного захисту фільтровентиляційна установка
- Система навігаційного забезпечення супутникова СН-3003 Базальт
- Потужність охолодження системи кондиціонування, кВт 4.4
- Максимальна дальність видимості інфрачервоного приладу нічного бачення, м 180
- Дальність зв'язку радіостанції УКВ, км 20
- Тягове зусилля лебідки WARN XD 9000i, Н 41000

## Модифікації
- «Дозор-Б» (В1320) — перший варіант бронемашини, дослідний зразок якої був розроблений в 2004—2007 рр. і представлений на міжнародній виставці озброєнь «IDEX-2007» у лютому 2007 року, пропонувався на експорт, але серійно не випускався. Оснащений приладом супутникової навігації СН-3003 і лебідкою WARN XD 9000i. У липні 2014 року вартість однієї бронемашини становила близько 3 млн гривень.
- «Дозор-Б» (В1320-1/В1320А) — другий варіант бронемашини, розроблений в 2014—2015 рр. Машина отримала інше компонування десантного відсіку (місткість якого зросла з 9 до 10 осіб); потужнішу лебідку (тягове зусилля збільшено з 4100 до 6800 кгс); інструментальні ящики на бортах (що збільшило ширину машини на 50 мм, до 2450 мм); новий паливний бак (обсяг збільшено з 146 до 180 л); модернізовану панель приладів, систему постановки димової завіси, подпорометр, прилад радіаційної розвідки ДРГ-Т, оновлену супутникову навігаційну систему СН-3003М, автоматичну систему пожежогасіння, передпусковий підігрівач, витяжні вентилятори для порохових газів, лафет, електропідігрів лобового скла і бічних дзеркал. В результаті, маса машини збільшилася на 100 кг. На вибір пропонується 5-ть варіантів двигунів.
- Mista Oncilla — модифікація ББМ «Дозор-Б», що з 2013 року випускається за ліцензією польською компанією Mista, модифікований для забезпечення відповідності стандартам НАТО за балістичним і протимінним захистом до рівня 3 STANAG 4569.[31][32]

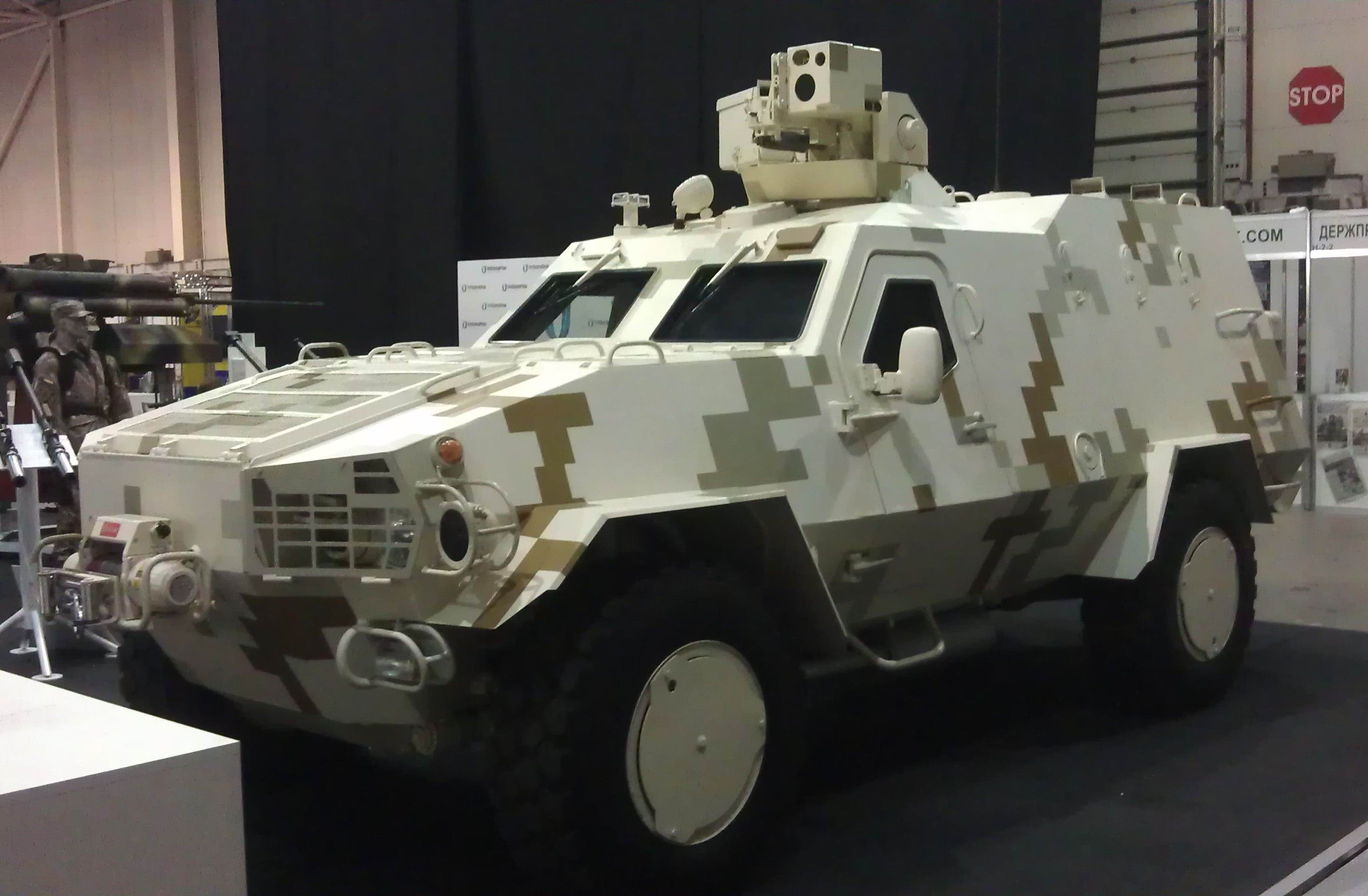
«Дозор-Б» (В1320)
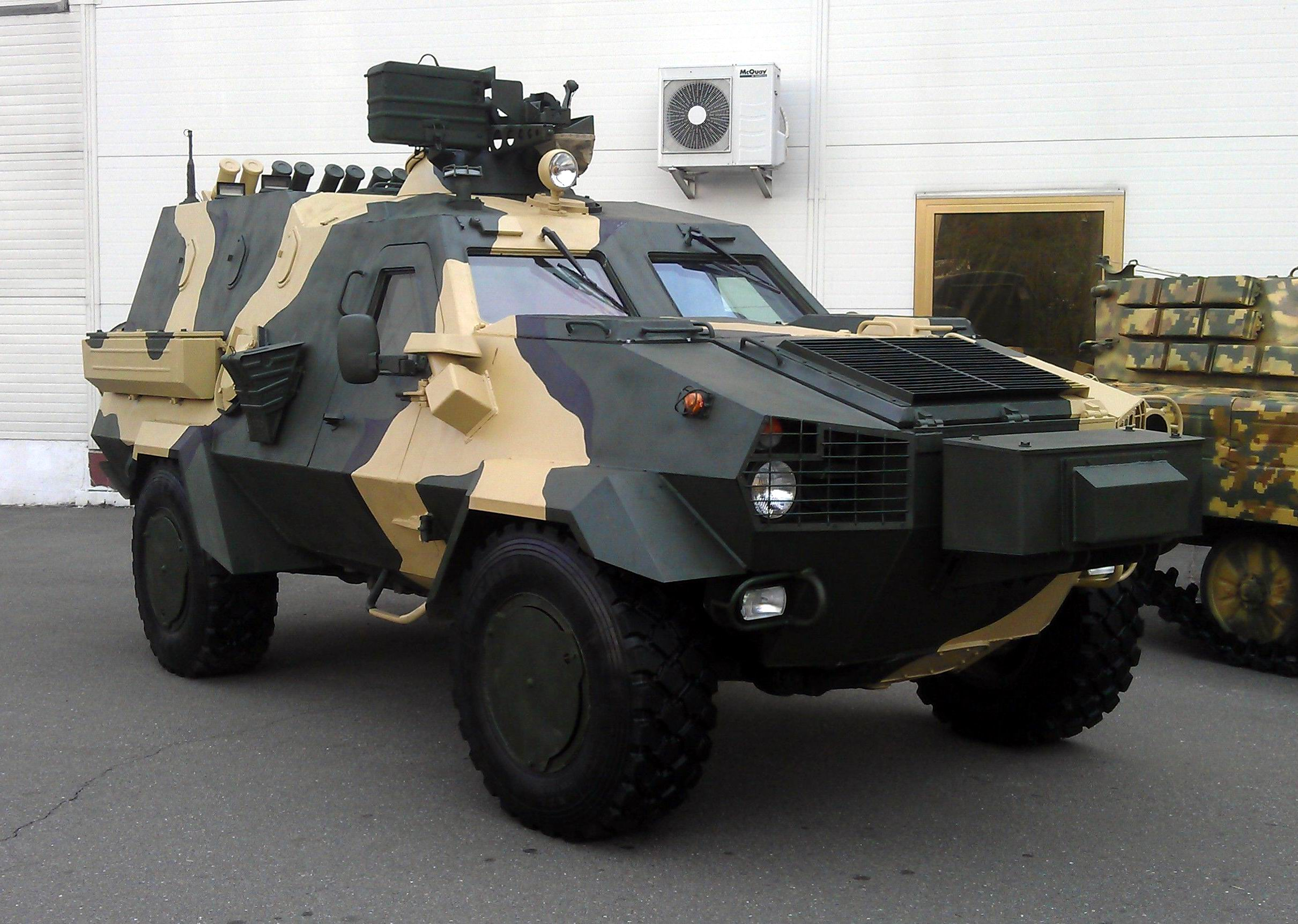
«Дозор-Б» (В1320-1/В1320А)
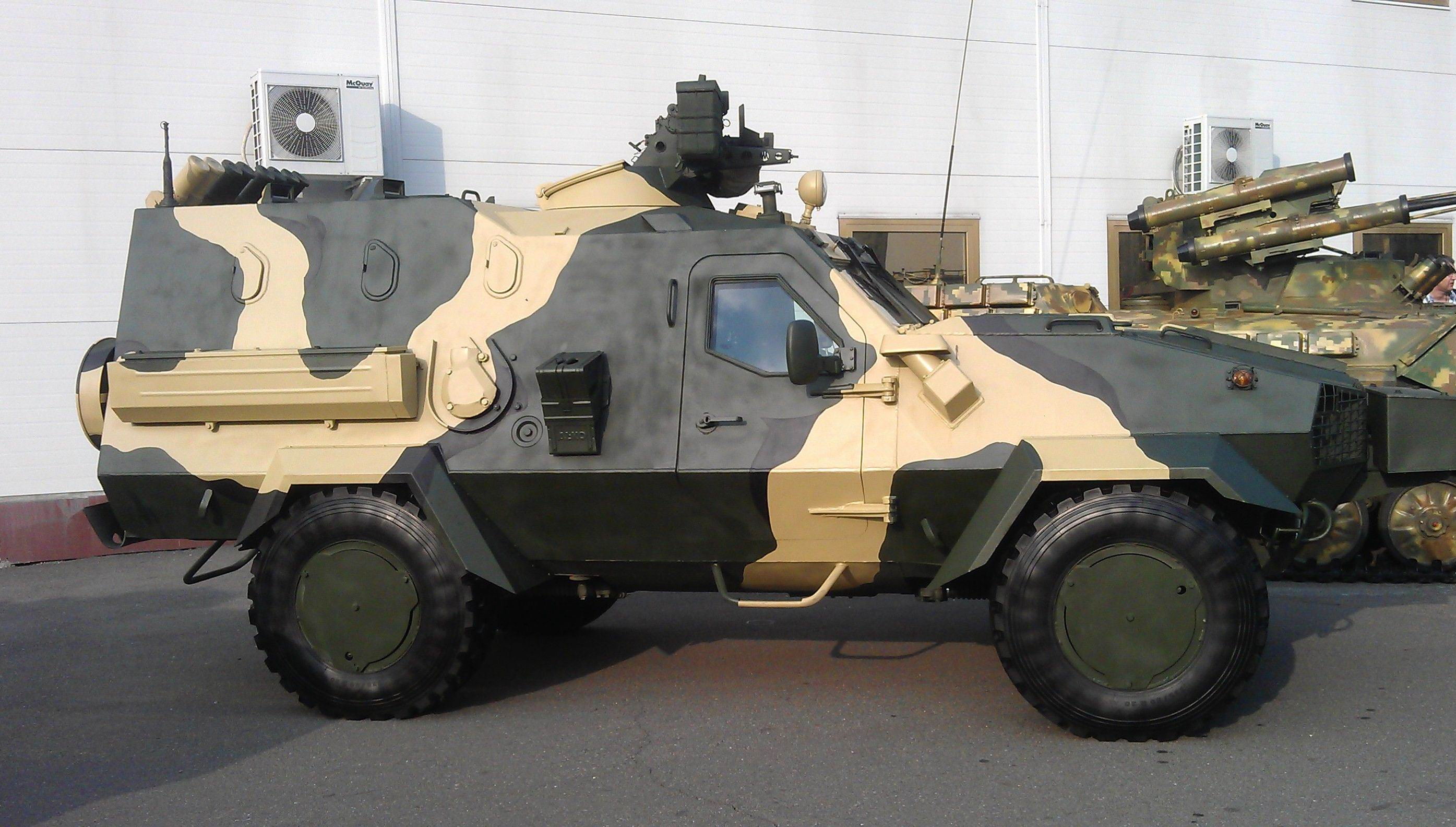
«Дозор-Б» (В1320-1/В1320А)

### Mista Oncilla
Oncilla — модифікація ББМ «Дозор-Б», що з 2013 року випускається за ліцензією польською компанією Mista, модифікований для забезпечення відповідності стандартам НАТО за балістичним і протимінним захистом до рівня 3 STANAG 4569. Вперше «Онцілла» представлена на польській збройовій виставці в Кельцях в 2013 р., в 2015 р. машини була представлені в Кельцях в двох різних версіях, кардинально перероблених в порівнянні з 2013 р.
За наявними даними машина зазнала істотних змін в порівнянні з оригінальним «Дозор-Б». За словами компанії-виробника від «Дозор-Б» в машини лишилась лише зовнішня схожість. Зокрема:
- Змінено повністю дах, люки, вхідні і вихідні жалюзі. Всі дверні з'єднання замінені, повністю змінена конструкція закривання дверей, аби забезпечити герметичність при подоланні водної перешкоди і роботи ФВУ для створення надлишкового тиску. Внутрішні приміщення машини герметичні, мають подвійну підлогу, що покликана гасити енергію вибуху мін під днищем і захищена від впливу зброї масового ураження. Завдяки змінам машина здатна долати брід без підготовки завглибшки до 1,2 м[33].
- Броньовий захист залишився на рівні оригіналу, але пройшов випробування у сертифікованих лабораторіях та забезпечує балістичний захист на рівні 3, та протимінний на рівні 2. Існує можливість встановлення додаткової броні для підвищення протимінного захисту до рівня 3 за STANAG 4569[33]. Броньовий захист дна — рознесений, для відкачування води, яка може потрапити в цей простір під час проходу вбрід, встановлена помпа[36].
- В травні 2015 року на міжнародній виставці IDET 2015 показали модернізований варіант «Онцілла». Модернізований бронетранспортер має дизельний двигун IVECO NEF 4 ENTC (209,5 к.с.) замість DEUTZ BF 4M 1013 FC, та автоматичну коробку передач Allison 1000 6+1, що дозволяє досягати максимальну швидкість на шосе до 120 км/год., з запасом палива на 750 км[37].
- Фактично інша трансмісія. Використано інші карданні вали, роздаточну коробку, диференціали, ведучі мости, редуктори, тощо[33].
- Повністю змінено кермове управління завдяки чому стало легше керувати кермом[33].
- Повністю змінена гальмівна система. Використані дискові гальма[33].
- Встановлена високопродуктивна система підкачки тиску шин, з великим запасом повітря, автоматичним перемиканням, незалежним контролем[33].
- Електропроводка виконана за стандартами НАТО[33].
- Повністю змінена система охолодження двигуна. Також встановлена нова система кондиціонування повітря в приміщенні для екіпажу та десанту[33].
- Встановлено іншу систему пожежогасіння[33].
- Застосована нова, сучасніша панель водія і зручніше кермо.
- Всі сидіння замінені на зручніші і захищеніші.
- Кількість членів екіпажу зменшено з 11 до 9 чоловік (водій, командир, стрілець, 6 десантників) і підвищено їх комфорт, зокрема істотно зменшено рівень шуму в салоні[34].
- Панель водія замість механічних індикаторів має монітор, на який виводяться вся необхідна інформація та індикація, а також зображення з камери заднього ходу та приладу нічного бачення. Аналогічний монітор має командир машини[36].
- Бойовий модуль розрахований на встановлення 12,7-мм кулемету НСВТ. Він оснащений тепловізором, у парі з ним працює телевізійний канал, у турелі використані не крокові двигуни, а сервоприводи. Як привід керування служить джойстик, завдяки чому управляти модулем можна однією рукою[36].

Як наслідок, бойова маса машини зросла з 6300 гк до 8800 кг, зросла і вантажопідйомність з 2 тонн до понад 4 тонни.
2017 року у Збройних Силах України розпочато випробування «Oncilla», а з 2018 року бронетранспортер 4×4 «Oncilla» постачається у Збройні сили України.В ході повномасштабного російського вторгнення в Україну машини застосовували в ЗСУ, НГУ та ГУР. Станом на березень було отримано 100 машин[див. «Україна»].

### Самохідний протитанковий ракетний комплекс на базі «Дозор-Б»
У лютому 2021 року Український мілітарний портал повідомив про роботи ДП «Харківське конструкторське бюро з машинобудування імені O.O. Морозова» над протитанковою версією машини «Дозор-Б». Основне озброєння самохідного протитанкового ракетного комплексу — керовані ракети типу РК-2С (тандемно-кумулятивні) та РК-2ОФ (уламково-фугасні) аналогічні ПТРК «Стугна».
Возимий боєкомплект протитанкових ракет, що розміщуються у двох барабанах складає 10 одиниць. Споряджання барабанів — з бортів машини. Пускова установка спарена для двох протитанкових ракет, з прицільним комплексом на ньому, схожа конструкція реалізована на протитанковому ракетному комплексі «Амулет» від КБ «ЛУЧ».
Для можливості долати водні перешкоди машина дообладнуватиметься боковими поплавками, розміщеними під боковими дверима та за задніми колесами, також там заплановано встановлення гребних гвинтів.

### База для спеціальних машин

#### Комплекс «Оболонь-А»
Комплекс автоматизованого управління артилерійськими батареєю та дивізіоном «Оболонь-А» заплановано розробити й для тактичних бойових колісних машин «Дозор-Б».
Такі плани озвучив головний конструктор ДП «Львівський державний завод «ЛОРТА», професор з озброєння та військової техніки Богдан Оліярник.

#### Реактивна вогнеметна система «Спека»
Основними виконавцями робіт зі створення вітчизняної реактивної вогнеметної системи є декілька підприємств, що входять до складу концерну «Укроборонпром».
Головним виконавцем та інтегратором системи є ХКБМ ім. Морозова, який власне і є розробником бронемашини «Дозор-Б». Іншими ключовими учасниками проєкту є ДП «Шепетівський ремонтний завод», яке відповідає за пакет напрямних для запуску нових реактивних термобаричних боєприпасів розробки та виробництва ДАХК «Артем».
В листопаді 2021 року стало відомо про успішні стендові випробування реактивного двигуна до 122-мм реактивного пострілу для системи «Спека». Перед тим було випробувано термобаричну бойову частину. На наступному етапі випробувань відбуватимуться пуски реактивного снаряду з інертною бойовою частиною.

## Бойове застосування

### Російсько-українська війна
На початку 2016 року генеральний директор ДК «Укроборонпром» Роман Романов заявив, що в середині року бронеавтомобілі Дозор-Б та бронетранспортери БТР-3 мають надійти у війська та відправлені в зону проведення АТО.
Взимку 2016, під час загострення боїв на Світлодарській дузі з інспекцією прибув секретар РНБО Олександр Турчинов. В колоні супроводу були бронеавтомобілі КрАЗ-Спартан та щонайменше один Дозор-Б.
В січні 2017 року міністерство оборони України повідомило про перші підсумки використання машини: «Дозор-Б» зарекомендував себе як надійна бойова машина, і в цілому бронеавтомобіль відповідає вимогам армії України. У міністерстві зазначили, що у машини є «дитячі» хвороби. Однак, як відзначають представники оборонного відомства, це типова ситуація для нової техніки, яким і є «Дозор». «За час їх експлуатації виявлено вихід з ладу окремих вузлів і деталей, що характерно на початковому етапі експлуатації нової техніки у військах. Виробником своєчасно вжито заходів щодо усунення несправностей».
В листопаді 2017 року журнал «Військо України» надрукував статтю про досвід використання машин в зоні АТО. Серед переваг були названі висока прохідність, гарний бронезахист, великий запас ходу. Експлуатація «Дозору-Б» у бойових умовах також показала незначну недосконалість баштової установки і незручності, які через це виникають для стрільця. Були й нарікання щодо сильного шуму в ходовій частині. Окрім цього, виявилася недосконалою й гальмівна система. Тож тепер інженери працюють над удосконаленням усіх цих моментів.
Станом на вересень 2018 року дослідна експлуатація «Дозор-Б» була завершена. Ці машини пройшли в одній із бригад у середньому по 15–20 тис. км, є характерні поломки, на які вже звернуто увагу конструкторів. В цілому, машина отримала схвальні відгуки, проте були і зауваження: не зовсім вдала форма капоту, що перешкоджає водієві бачити дорогу перед машиною, високий рівень шуму в салоні під час руху, деякі проблеми роботи зі зброєю в башті, тощо.
В другій половині травня 2022 року Міністерство оборони України повідомило про успішну експлуатацію бронеавтомобілів Oncilla українськими військовими. Однак подробиць повідомлено не було.

## Вартість
- 2017 рік: Дозор-Б виробництва Львівського БТЗ складала 6-8 млн грн. Остаточна ціна залежить від комплектації: типу бойового модуля і додаткового обладнання.[50]

### Вартість Oncilla
- 2017 рік: вартість машини залежить від обраної конфігурації та може сягати $500 тис. у повній комплектації[33].
- 2019 рік: вартість Mista Oncilla польського виробництва на замовлення України складала 8,3 млн грн за одиницю.[51]

## Оператори
- Україна — 10 машин «Дозор-Б» на озброєнні 95 ОДШБр ЗСУ[4]. Станом на травень 2021 року ЗСУ отримали іще 11 машин у варіанті «Oncilla».
  - Станом на березень 2024 ЗСУ, НГУ та ГУР отримали 100 автомобілів Oncilla, однак частина з них на той момент уже була пошкоджена або знищена.[39]
- Сенегал — 6 од. Дозор-Б Під час святкування Сенегалом Дня Незалежності на військовому параді в Дакарі в квітні 2017 року була помічена техніка української розробки, як РСЗВ калібру 122-мм на шасі КрАЗ (ймовірно «Бастіон-01») так і бронеавтомобіль «Дозор-Б», ймовірно у модифікації Oncilla польського виробництва[52].

### Україна
Один «Дозор-Б» в липні 2013 року отримала навчально-матеріальна база Військової академії Одеси. 31 травня 2014 року глава МВС А. Аваков повідомив про можливість придбання бронемашин «Дозор-Б» для Національної гвардії України, а наступного дня — повідомив, що «Дозор-Б» направлять на випробування.
4 червня 2014 другий «Дозор-Б» представили на полігоні Національної гвардії під Чугуєвом Харківській області.
6 червня 2014 виконувач обов'язків президента України Олександр Турчинов заявив, що на озброєння української армії надійдуть 200 бронемашин «Дозор-Б».
20 липня 2016 перша серійна партія з 10 машин була передана 95 ОДШБр ЗСУ.
За даними Сергія Згурця в 2018 році українські військові мають отримати чергову партію з 10 машин «Дозор-Б».
В серпні 2019 року стало відомо, що Міністерство оборони України в рамках державного оборонного замовлення на 2018 та 2019 роки не закупило жодної одиниці «Дозор-Б», а натомість здійснювало закупівлі польських бронетранспортерів «Oncilla», аналогів «Дозор-Б». Всього було виготовлено лише 10 машин, які у 2016 році були передані 95 ОДШБр ЗСУ. Директор ЛБТЗ Віктор Андрощук підтвердив, що після 2016 року замовлень на «Дозор-Б» не було і «Дозори» завод відтоді не випускав.
За словами Сергія Згурця, директора інформаційно-консалтингової компанії Defense Express 2017 року у Збройних Силах України розпочато випробування двовісного багатоцільового бронетранспортера 4×4 «Oncilla».
З 2018 року бронетранспортер 4×4 «Oncilla» поставляється у Збройні сили України.
В середині жовтня 2019 року Генеральна прокуратура України розпочала кримінальні провадження за ч. 5 ст. 191 ККУ щодо розкрадань в оборонній сфері в особливо великих розмірах. Досудове розслідування доручено НАБУ. Серед іншого, розпочато досудове розслідування за фактом закупівлі бронемашин «Oncilla» польської компанії «Mista» за завищеними цінами.
3 липня 2020 року наказом Міністерства оборони України № 245 тактичну бойову колісну машину «Дозор-Б» прийнято на озброєння Збройних Сил України. Директор ДП «Харківського конструкторського бюро з машинобудування імені О. О. Морозова» Яків Мормило повідомив, що за результатами підконтрольної експлуатації машина була вдосконалена, і наразі це вже зовсім інший зразок військової техніки. Так, зміни до конструкторської документації були внесені іще навіть у 2020 році.
За даними вебсайту «Військові сторінки України», протягом грудня 2020 року — січня 2021 року до України було імпортовано 8 машинокомплектів БТР «Oncilla» (7 одиниць в грудні 2020 року, й один вже в січні наступного року). Задекларована вартість одного комплекту — 317 тисяч доларів США, вага 9296 кг.
В квітні 2021 року до ЗСУ передана чергова партія бойових машин Oncilla, що були зібрані на підприємстві НВК «ВК Система». Ця партія складалась з двох броньованих машин.
12 травня 2021 року, у Василькові відбулася передача Збройним Силам України партії з дев'яти польських броньованих машин Oncilla 4×4 L2014-UD.
В березні 2023 року стало відомо, що за рахунок польських благодійників — компанії Trans Select було придбано модернізовані машини «Oncilla» для потреб ГУР МО України. За словами представника КБ «Берил» в бойових діях бере участь вже 30 таких машин.
У березні 2024 року стало відомо, що Mista виготовила вже 100 машин на замовлення України та співпрацює з бійцями щодо обслуговування та покращення машини.

## У культурі

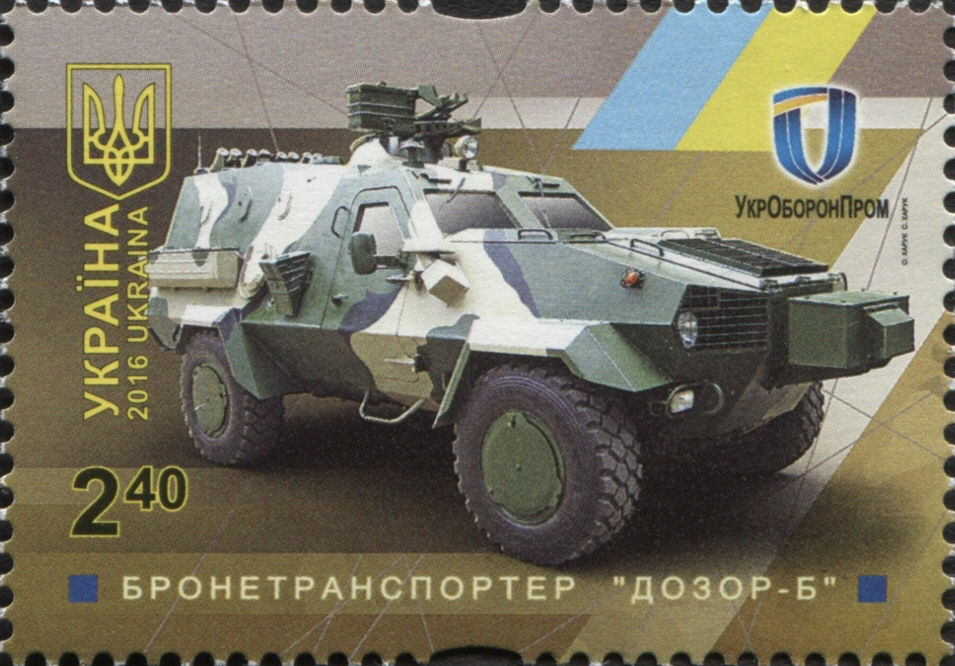
«Дозор-Б», поштова марка України (2016)

«Дозор-Б» був зображений на поштовій марці України 2016 року у серії «Національна військова техніка».

## Матеріали
- Ігор Парубський, ТКБМ «Дозор-Б»: півтора року у військах [Архівовано 24 листопада 2017 у Wayback Machine.] // ukrmilitary, 21 листопада 2017

### Довідки
- Бронетранспортер «Дозор-Б» [Архівовано 13 квітня 2021 у Wayback Machine.] // ukrmilitary

### Відео
- Dozor-B APC [Архівовано 24 лютого 2014 у Wayback Machine.]
- Dozor B 4x4 Armoured Personnel Carrier [Архівовано 8 березня 2016 у Wayback Machine.]
- Dozor-B на пересічній місцевості [Архівовано 7 березня 2016 у Wayback Machine.]
- На передову направили нову українську бронетехніку
- Телеканал «Україна» — Випробування «Дозор-Б» та БТР-4Е [Архівовано 5 грудня 2015 у Wayback Machine.]
- Вигляд на Львів з кабіни броньованої машини Дозор Б [Архівовано 5 квітня 2016 у Wayback Machine.]